# Openbaar Vervoer & Speelgoed Museum

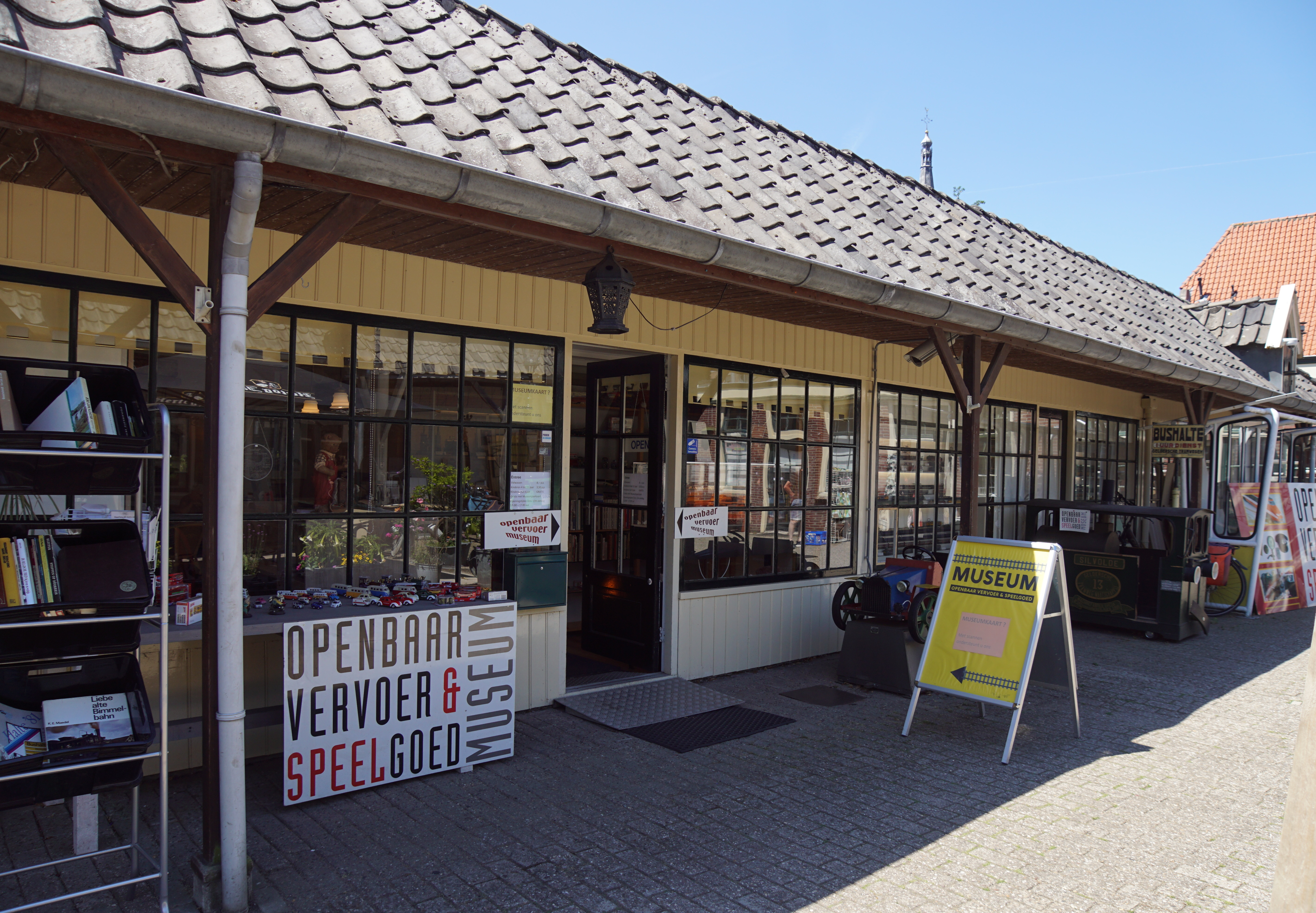
Het Openbaar Vervoer & Speeldgoedmuseum in Doesburg.

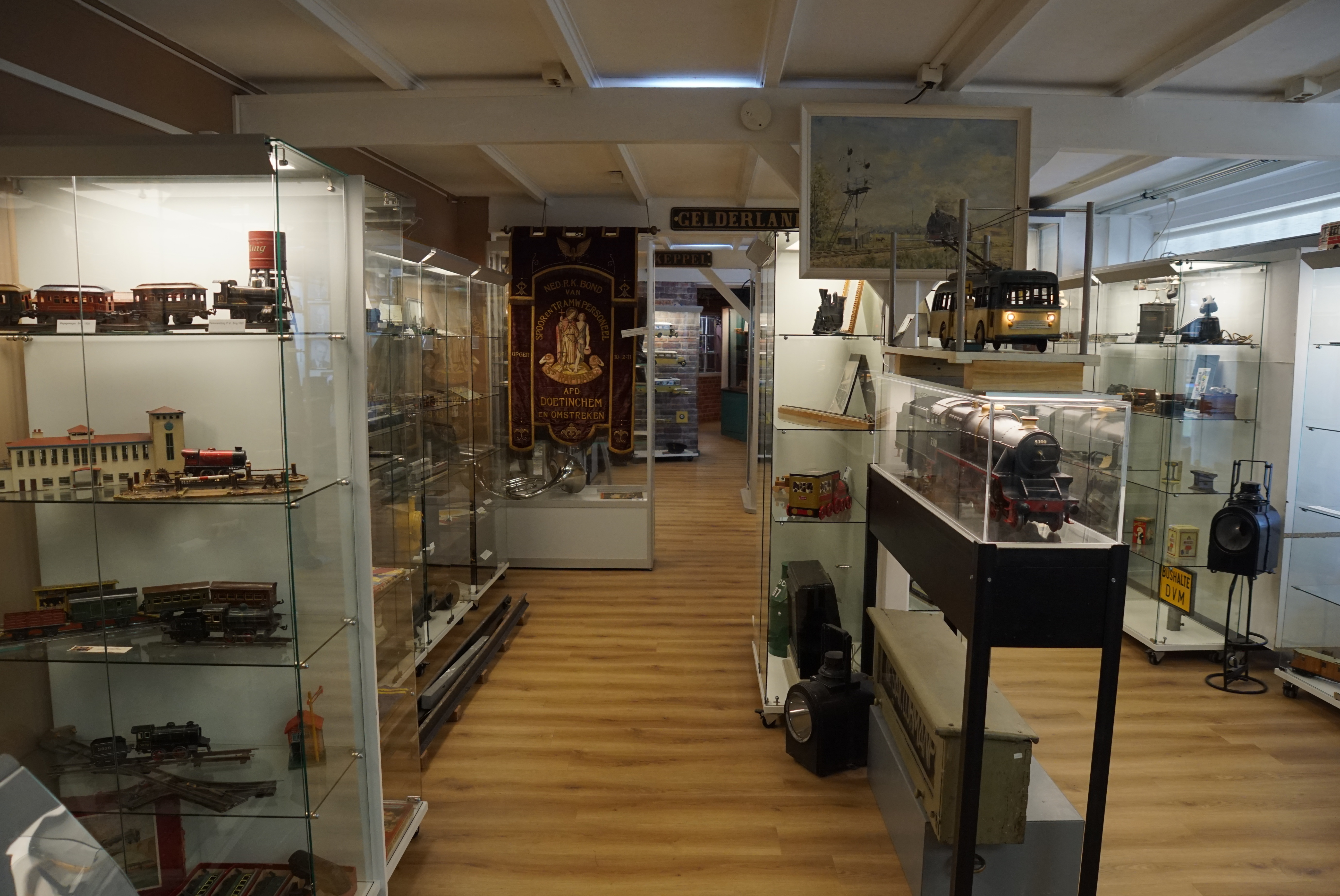
Interieur.

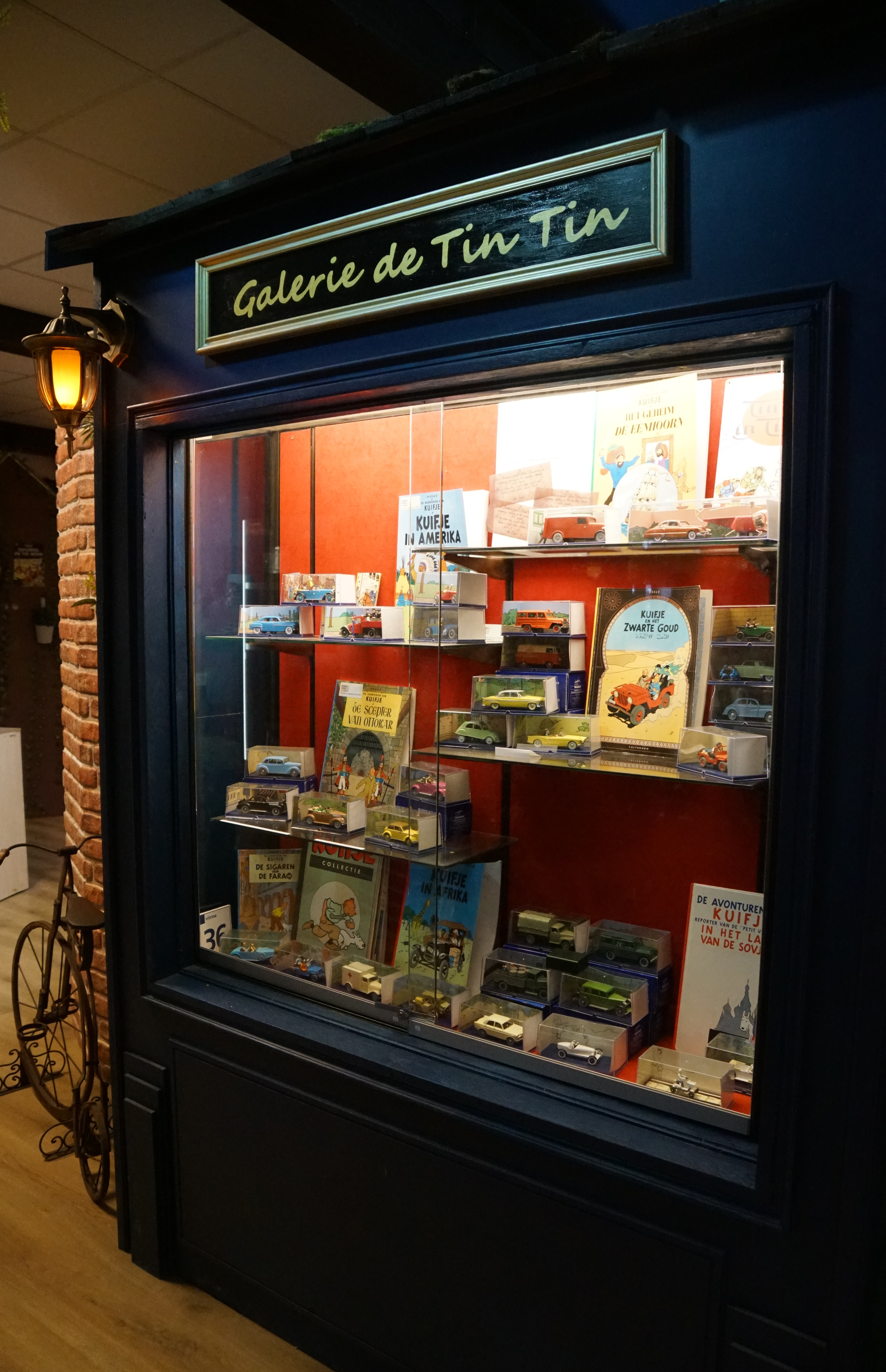
Interieur: Galerie de Tin Tin.

Het Openbaar Vervoer & Speelgoed Museum in de Gelderse stad Doesburg bevat een collectie op het gebied van trein-, tram- en busvervoer en van speelgoed.

## Collectie
De collectie bestaat uit schaalmodellen van treinen, trams en bussen en uit voorwerpen die met het openbaar vervoer te maken hebben. Het gaat hierbij onder andere om uniformen van conducteurs, kaartjes en andere gebruiksvoorwerpen uit de wereld van het openbaar vervoer.
Daarnaast is er een museumarchief dat veel boeken, tekeningen, foto- en ander documentatiemateriaal over de ontstaansgeschiedenis bevat.
Een deel van de vaste opstelling richt zich sterk op het vervoer in Gelderland, waar de voormalige Geldersche Tramweg-Maatschappij (GTW) een bekend beeld was in stad en land. 
Naast de aandacht voor het openbaar vervoer in Gelderland wordt ook een beeld gegeven van het openbaar vervoer elders in Nederland en in het buitenland. Aangezien het museum ooit in Den Haag is gestart, is er ook veel materiaal van HTM en NZH te bezichtigen.
De historie wordt verlevendigd met behulp van foto's, bewegende beelden en rijdende tram- en treinmodellen. Naast een LGB-baan zijn er ook modelbanen met een andere schaalgrootte.
Een deel van het museum is ingericht voor educatieve doeleinden. Voor (basisschool)kinderen is er lesmateriaal beschikbaar. Geschiedenis en techniek komen in dit deel samen.
Sinds eind 2016 huisvest het museum tevens de oorspronkelijke inventaris van een speelgoedwinkel uit 1900 en zijn er jaarlijks tentoonstellingen van andere speelgoedverzamelaars.

## Geschiedenis
Het museum ontstond als Openbaar Vervoer Museum uit de particuliere verzameling van de familie Ooijevaar. Het museum is in 1988 officieel geopend in Den Haag, vervolgens in 1990 heropend in Borculo. Daarna is de collectie sterk uitgebreid, hierdoor ontstond ruimtegebrek. Het museum verhuisde in 2006 naar Doetinchem naast station Doetinchem. In 2010 verkreeg het museum de ANBI-status.
In 2016 werd het OVM uitgebreid met een speelgoedwinkel uit 1900, vol met goed bewaard gebleven speelgoed uit dezelfde periode. Het speelerfgoed was lange tijd de kern van een winkel in Meppel, maar werd jaren eerder in bruikleen afgestaan aan het Openluchtmuseum Arnhem. Door een verbouwing daar werd het aangeboden aan het museum. Door deze uitbreiding werd de naam van het museum gewijzigd in Openbaar Vervoer & Speelgoed Museum. Onder deze naam werd het museum geopend op 26 november 2016.
Begin 2022 verhuisde het museum naar het Gildehofje (Meipoortstraat 39d) in Doesburg waar het op 3 mei van dat jaar zijn deuren opende.

## Stichting
De Stichting Openbaar Vervoer en Speelgoed Museum werkt uitsluitend met vrijwilligers. Deze geven rondleidingen, houden toezicht op de collectie en het archief, doen historisch onderzoek, organiseren tentoonstellingen, bemannen de restauratie en de winkelruimte, leveren hand-en-spandiensten op kantoor, helpen bij het beheer en toezicht op het terrein, verzorgen lezingen, maken foto’s, dia’s en films of schrijven artikelen voor de nieuwsbrief.

## Fotogalerij

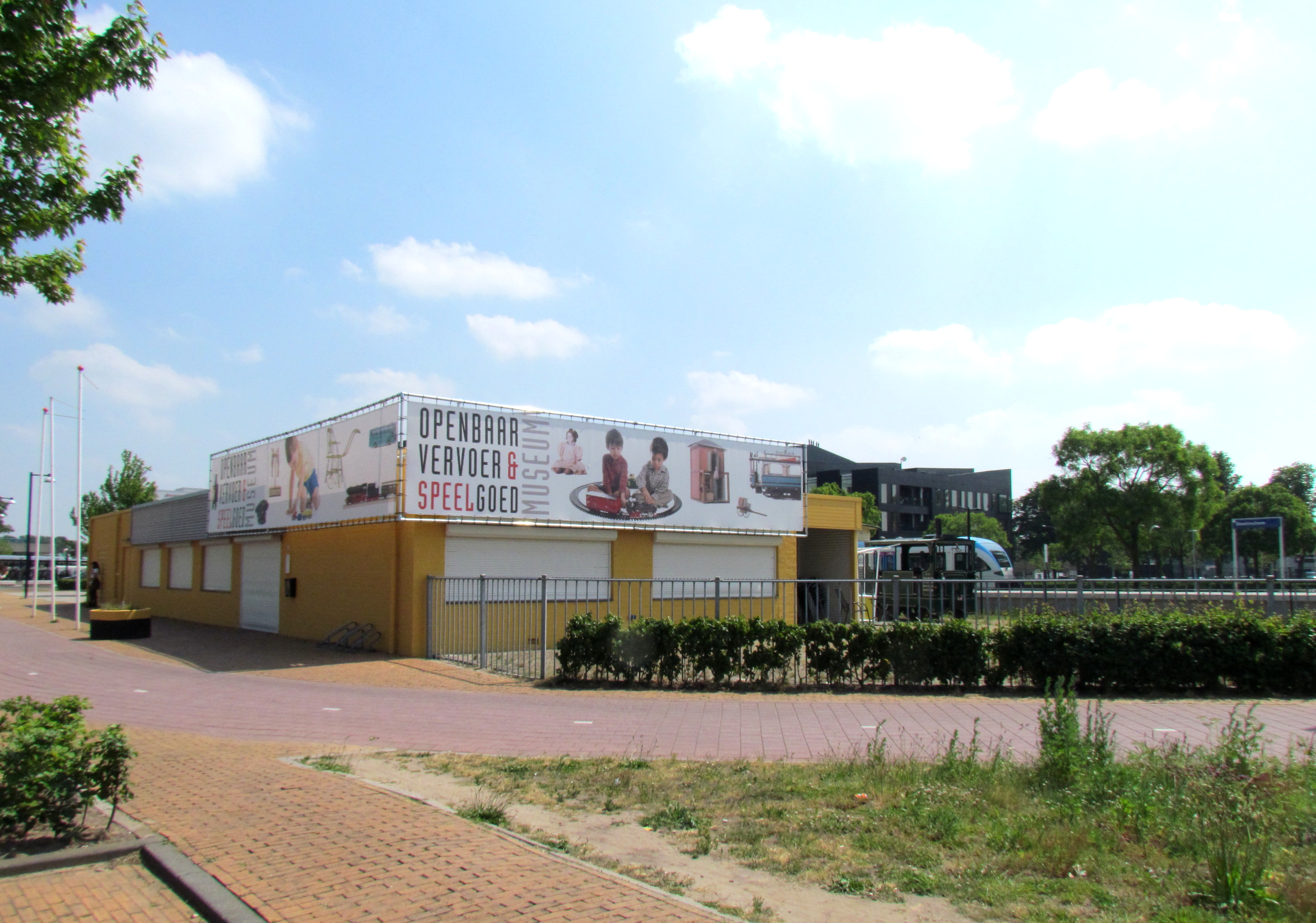
Het museum in Doetinchem in 2018.
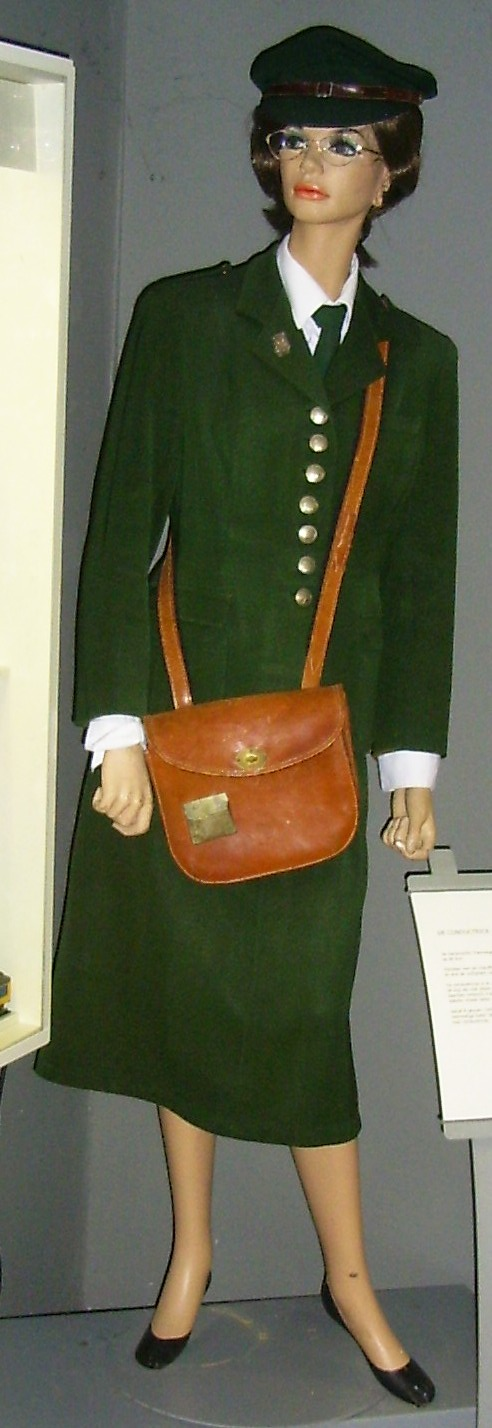
Model van een conductrice van de GRW.
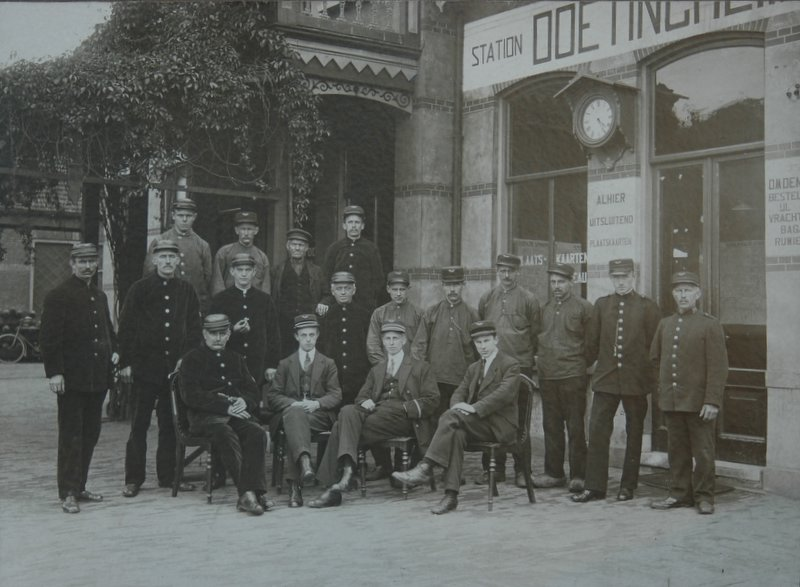
Archieffoto: ter ere van het 40-jarig jubileum van de Gelderse Stoomtram in 1921 in Doetinchem. Foto: archief OVM.